# Nezdenice (stacja kolejowa)
Nezdenice – stacja kolejowa w Nezdenicach, w kraju zlińskim, w Czechach. Jest stacją końcową linii z Uherské Hradiště. Znajduje się na wysokości 240 m n.p.m.
Na stacji istnieje możliwość zakupu biletów na wszystkiego rodzaju pociągi oraz rezerwacji miejsc. 

## Linie kolejowe
- 341 Staré Město u Uh.Hradiště - Vlárský průsmyk